# El deseo
El deseo é uma telenovela argentina produzida e exibida pela Telefe entre 19 de abril de 2004 e 29 de setembro de 2004.
Foi protagonizada por Natalia Oreiro, Soledad Silveyra, Daniel Fanego, Daniel Kuzniecka e Claudio Quinteros.

## Sinopse
El Deseo é uma pequena cidade que tem águas termais curativas, mas também tem um pântano que todos preferem evitar. Como em todas as pequenas cidades, há paixões, segredos e mistérios. Seus habitantes giram em torno do Spa e do hotel de propriedade de Dalmiro Bernal e sua esposa Mercedes. A exceção é Flauta, um artista boêmio que os despreza. A filha do Bernal é Antonia e seu namorado é Máximo, a quem Dalmiro considera seu sucessor. Luisa, a mãe de Mercedes, esconde um dos segredos obscuros que o pântano mantém. Todos os personagens estão ligados ao Bernal, seja por motivos de trabalho, sociais ou emocionais. Devido a várias circunstâncias, Carmen e Javier chegam na cidade. Carmen é uma artista de variedades sem muita sorte em seu trabalho que espera ganhar dinheiro para emigrar. Javier vai cumprir um emprego e sair. Mas The Wish os retém. Ambos permanecem e suas vidas mudam para sempre. Também muda a vida da cidade. As paixões contidas explodem. Segredos e mistérios começam a revelar-se. Ninguém vai poder continuar sendo o que eram antes.

## Elenco
| Ator/Atriz        | Personagem      |
| ----------------- | --------------- |
| Natalia Oreiro    | Carmen          |
| Soledad Silveyra  | Mercedes        |
| Daniel Fanego     | Dalmiro         |
| Claudio Quinteros | Máximo          |
| Daniel Kuzniecka  | Javier          |
| Alicia Bruzzo     | Santillana      |
| Luis Luque        | Flauta          |
| Jorge Suárez      | Segundo Rosales |
| Susana Campos     | Luisa           |
| Mauricio Navarro  | Simón           |
| Mariano Torre     | Pedro           |
| Vera Carnevale    | Antonia         |
| Claudio Rissi     | Hilario         |
| Érica Rivas       | Faustina        |
| Mónica Scapparone | Mabelita        |
| Carlos Kaspar     | Félix           |
| Lucrecia Oviedo   | Juana           |
| Guillermo Pfening | Luis            |
| Martín Slipak     | Bruno           |
| Lucía Maciel      | Pepa            |
| Michel Noher      |                 |
| Ezequiel Antonini | Cristóbal       |